# Berkay Vardar
Berkay Vardar, né le 14 janvier 2003, est un footballeur turc qui évolue au poste de milieu de terrain au Sheriff Tiraspol, en prêt du Beşiktaş JK.

## Biographie

### Carrière en club
Alors que Vardar évolue avec les jeunes du Beşiktaş, il est intégré à l'effectif professionnel des champions turcs pour le match de phase de groupe de Ligue des champions contre l'Ajax, à Amsterdam, le 28 septembre 2021. Au sein d'une équipe décimée par les forfaits, il entre en jeu à la place d'un Umut Meraş blessé,,,,.
La rencontre se termine par une défaite 2-0, où l'abnégation des istambouliotes est tout de même relevée face à un club ajacide très dominant en ce début de campagne européenne,,,.

### Carrière en sélection
Berkay Vardar est international azerbaïdjanais en équipes de jeunes, connaissant la sélection des moins de 17 ans dès 2019, avant d'être convoqué en moins de 19 ans l'année suivante.
Avec ces derniers il est notamment buteur le 6 août 2021, lors d'une victoire 2-1 en amical contre la Géorgie.